# 쇼 파워 비디오
《쇼 파워 비디오》는 KBS에서 2001년 5월 6일부터 2007년 4월 29일까지 방송되었던 예능 프로그램이다.

## 기획 의도
동영상 컨텐츠를 TV소재로 활용하여 우리 시대 트렌드를 보여주며, 가족과 함께 향유할 수 있는 이야기들로 감동과 재미를 선사하는 예능 프로그램이다.

## 방송 시간
| 방송 채널 | 방송 기간                          | 방송 시간                             |
| --------- | ---------------------------------- | ------------------------------------- |
| KBS 2TV   | 2001년 5월 6일 ~ 2001년 11월 4일   | 매주 일요일 오후 5시 ~ 6시 10분       |
| KBS 2TV   | 2001년 11월 11일 ~ 2003년 11월 2일 | 매주 일요일 오후 5시 ~ 6시            |
| KBS 2TV   | 2003년 11월 8일 ~ 2005년 4월 30일  | 매주 토요일 오후 5시 ~ 5시 50분       |
| KBS 2TV   | 2005년 5월 7일 ~ 2005년 7월 2일    | 매주 토요일 저녁 6시 ~ 6시 45분       |
| KBS 2TV   | 2005년 7월 9일 ~ 2005년 10월 29일  | 매주 토요일 오후 5시 55분 ~ 6시 40분  |
| KBS 2TV   | 2005년 11월 5일 ~ 2006년 3월 11일  | 매주 토요일 오후 4시 55분 ~ 5시 40분  |
| KBS 2TV   | 2006년 3월 18일 ~ 2006년 11월 18일 | 매주 토요일 오후 4시 45분 ~ 5시 35분  |
| KBS 2TV   | 2006년 11월 26일 ~ 2007년 4월 29일 | 매주 일요일 아침 9시 45분 ~ 10시 40분 |

## 슬로건

### 오프닝(OP)
- 2001년 5월 6일 ~ 2003년 11월 2일 : 일요일 오후의 유쾌한 만남! 쇼 파워 비디오!
- 2003년 11월 8일 ~ 2005년 5월 14일 : 토요일 오후의 유쾌한 만남! 쇼 파워 비디오!
- 2005년 5월 21일 ~ 2005년 7월 2일 : 토요일 오후 6시의 유쾌한 만남! 쇼 파워 비디오!
- 2005년 7월 9일 ~ 2005년 10월 29일 : 토요일 오후의 유쾌한 만남! 쇼 파워 비디오!
- 2005년 11월 5일 ~ 2006년 3월 11일 : 토요일 오후의 멋진 만남! 쇼 파워 비디오!

### 엔딩(ED)
- 2004년 9월 11일 ~ 2005년 4월 30일 : 쇼 파워 비디오 다음 주에도 계속됩니다. 비디오의 힘! 쇼 파워 비디오!
- 2005년 5월 7일 ~ 2006년 3월 11일 : 비디오의 힘! 쇼 파워 비디오!

## 진행자
| 대수 | 진행자               | 진행 기간                          |
| ---- | -------------------- | ---------------------------------- |
| 1대  | 임백천 김원희 김미화 | 2001년 5월 6일 ~ 2001년 7월 29일   |
| 2대  | 임백천 안연홍 김미화 | 2001년 8월 5일 ~ 2001년 11월 4일   |
| 3대  | 임백천 김연주 김경식 | 2001년 11월 11일 ~ 2002년 3월 3일  |
| 4대  | 임백천 김경란 김경식 | 2002년 3월 10일 ~ 2003년 6월 22일  |
| 5대  | 김정훈 박사임 김경식 | 2003년 6월 29일 ~ 2003년 11월 2일  |
| 6대  | 윤인구 이진 김경식   | 2003년 11월 8일 ~ 2005년 4월 30일  |
| 7대  | 김현욱 이진 김경식   | 2005년 5월 7일 ~ 2005년 10월 29일  |
| 8대  | 김현욱 현영 김경식   | 2005년 11월 5일 ~ 2006년 3월 11일  |
| 9대  | 김현욱 박희본 박준형 | 2006년 3월 18일 ~ 2006년 11월 18일 |
| 10대 | 서경석               | 2006년 11월 26일 ~ 2007년 4월 29일 |

## 패널
- 권민중
- 전제향
- 박수림
- 박기량
- 표인봉
- 표진인
- 권진영
- 김현철
- 조우종
- 이선영
- 신봉선

## 코너
- NG 파티
- 요절복통 해외 폭소 비디오
- 애니멀피아 김민희의 하면 돼지
- 총집합 시청자 비디오
- 출장비디오 엄마는 아무나 하나
- 애니멀피아 제2탄 문차일드의 SOS 수상견문록
- 파워특공대
- 지구촌 명물 특파원
- 유치원에 간 사나이
- 김경식의 황당 월드컵
- 리얼스토리 김경식의 황당극장
- 이진의 디지럴 카메라
- 나도 TV 스타
- 지존영상 하하하
- 익스트림 서바이벌 퀴즈
- 비디오레터
- 연미야~ 학교가자
- 병아리 체력장
- 딱 걸렸어! NG 동영상
- 스타 UCC 따라잡기
- 특종 UCC
- UCC 랭킹 BEST 10

## 같이 보기
- 해피타임 (MBC TV)

## 기타
- 원년 멤버였던 방송인 김미화가 수업(성균관대 사회복지학부 2001학번) 일정[2] 뿐 아니라 2001년 10월 15일에 KBS 라디오 DJ로 발탁되면서[3] 스케줄 조절에 어려움을 겪어 같은 해 가을 개편 때 그만둔 후 후임으로 들어온 방송인 김경식이 해당 프로그램을 통해 처음으로 KBS 2TV의 예능 프로그램 고정 MC 데뷔를 하였으며, 방송인 김미화는 그 이후 2002년 1월까지 한동안 TV 진행자 활동을 중단하였다.
- 2004년 11월 6일 방송분에서는 '콧물은 연방 흐르는데'를 '~연신'으로 잘못 표기하였다.[4]
- 지나친 간접 광고 때문에 2006년 3월 21일 열린 방송위원회 전체 회의에서 권고 조치를 받았다.[5]
- 자사에서 가장 인기있는 프라임 시간대의 드라마의 NG만을 집중적으로 내보내[6] "자사 프로그램 홍보용"이란 비판을 샀다.
- 정보통신기술 발달로 인해 휴대전화, 유튜브, 동영상 플랫폼, SNS, 인터넷 방송인 등이 등장하는 이전 시기에 방송분이다.